# هاري دنيس مادن
هاري دنيس مادن هو سياسي كندي، ولد في 23 يناير 1895 في أمهرست في كندا، وتوفي في 28 نوفمبر 1945 في ليفربول، نوفا سكوتيا ‏ في كندا. نشط حزبياً في الحزب الليبرالي في نوفا سكوشا ‏.